# Бинарни систем
Бинарни систем је бројчани систем у коме се запис састоји само од цифара 0 и 1. Ово је позициони бројчани систем, са основом 2. Сваки број се може представити као збир експонената двојке. Због једноставности примене у електронским колима, бинарни систем користе практично сви модерни рачунари.
Концепт бинарног система омогућен је тек са увођењем концепта нуле у систему арапских цифара.
Пример бинарног записа: 1012 = 1·22 + 0·21 + 1·20, 101 у бинарном систему је еквивалент броју 5 у декадном систему.

## Историја

### Египат
Писци старог Египта користили су два различита система за своје разломке, египатске разломке (који нису повезани са бинарним бројевним системом) и разломке Хорусовог ока (тако назване јер многи историчари математике верују да би симболи који се користе за овај систем могли бити распоређени тако да формирају око Хоруса, иако је то спорно). Разломци Хорусовог ока су бинарни систем нумерисања за разломке количине зрна, течности или других мера, у којима се разломак хеката изражава као збир бинарних разломака 1/2, 1/4, 1/8, 1 /16, 1/32 и 1/64. Рани облици овог система могу се наћи у документима из Пете египатске династије, отприлике 2400. године пре нове ере, а његова потпуно развијена хијероглифска форма датира из Деветнаесте династије Египта, отприлике 1200. године п. н. е.
Метода коришћена за староегипатско множење је такође блиско повезана са бинарним бројевима. У овој методи, множење једног броја са секундом се изводи низом корака у којима се вредност (у почетку први од два броја) или удвостручује или јој се враћа први број; редослед којим се ови кораци требају извршити је дат бинарним приказом другог броја. Овај метод се може видети у употреби, на пример, у Рајндовом математичком папирусу, који датира од око 1650. године п. н. е.

### Кина
Ји ђинг датира из 9. века п. н. е. у Кини. Бинарни запис у Ји ђингу се користи за тумачење његове технике квартарног прорицања.
То је било засновано на таоистичкој дуалности јина и јанга. Осам триграма (Багуа) и скуп од 64 хексаграма („шездесет четири“ гуа), аналогни тробитним и шестобитним бинарним бројевима, били су у употреби барем још у династији Џоу у древној Кини.
Научник из династије Сонг Шао Јонг (1011–1077) преуредио је хексаграме у формат који подсећа на модерне бинарне бројеве, иако није намеравао да се његов распоред користи математички. Гледање најмање значајног бита на врху појединачних хексаграма у Шао Јонговом квадрату и читање дуж редова било од доњег десног ка горњем левом углу са пуним линијама као 0 и испрекиданим линијама као 1 или од врха лево до доле десно са пуним линијама као 1 и испрекиданим линијама као 0 хексаграми се могу тумачити као низ од 0 до 63.

### Индија
Индијски научник Пингала (око 2. века п. н. е.) развио је бинарни систем за описивање метрике. Он је користио бинарне бројеве у облику кратких и дугих слогова (потоњи једнаки дужини са два кратка слога), чинећи га сличним Морзеовом коду. Они су били познати као лагу (лаки) и гуру (тешки) слогови.
Пингалин хиндуистички класик под називом Чандахсастра (8.23) описује формирање матрице како би се сваком метру дала јединствена вредност. „Чандахсастра“ се дословно преводи као наука о метрима на санскриту. Бинарне репрезентације у Пингалином систему се повећавају удесно, а не улево као у бинарним бројевима модерне позиционе нотације. У Пингалином систему бројеви почињу од броја један, а не од нуле. Четири кратка слога „0000” је први образац и одговара вредности један. Бројчана вредност се добија тако што се збиру вредности места дода један.

### Друге културе
Становници острва Мангарева у Француској Полинезији користили су хибридни бинарно-децимални систем пре 1450. године. Прорезани бубњеви са бинарним тоновима се користе за кодирање порука широм Африке и Азије. Скупови бинарних комбинација сличних Ји ђингу су такође коришћени у традиционалним афричким системима прорицања као што је Ифа, као и у средњовековној западној геоманцији.

### Западни претходници Лајбница
У касном 13. веку Рамон Лул је имао амбицију да објасни сву мудрост у свакој грани људског знања тог времена. У ту сврху је развио општи метод или 'Ars generalis' заснован на бинарним комбинацијама низа једноставних основних принципа или категорија, који се сматра претходником рачунарске науке и вештачке интелигенције.
Године 1605, Франсис Бејкон је расправљао о систему у коме се слова абецеде могу свести на секвенце бинарних цифара, које би потом могле бити кодиране као једва видљиве варијације у фонту у било ком насумичном тексту. Он је напоменуо да је важно за општу теорију бинарног кодирања, да се овај метод може користити са било којим објектом: „под условом да ти објекти могу да имају само двоструку разлику; као код звона, преко труба, помоћу светла и бакљи, према извештају мускета, и било каквих инструмената сличне природе“. (Погледајте Бејконову шифру.)
Џон Непер је 1617. описао систем који је назвао локацијском аритметиком за обављање бинарних прорачуна користећи непозициону репрезентацију словима. Томас Хериот је истраживао неколико система позиционог нумерисања, укључујући бинарни, али није објавио своје резултате; пронађени су касније међу његовим папирима. Вероватно је прва публикација система у Европи била рад Хуана Карамуела и Лобковица, 1700. године.

## Операције
- сабирање:

 11001+
 01111=
101000
(25+15)=40
- одузимање:

101000-
 01111=
 11001
(40-15)=25

## Примена
Бинарни бројчани систем је своју главну примену нашао у рачунарству. Велика већина модерних рачунара користи бинарну логику - то јест податке записује и интерпретира у облику нула и јединица.

## Записивање бројева у бинарном систему
Да би се број превео из декадног система у бинарни, потребно је извршити једноставан поступак дељењем бројем 2. Ако желимо да напишемо број 13 у бинарном систему, треба да изведемо следећи поступак:
Најпре ћемо поделити број 13 бројем 2:
13:2=6 остатак 1
Остатак ћемо записати са стране(1), а количник(6) наставити да делимо:
6:2=3 остатак 0
Остатак ћемо записати са стране(0), а количник(3) наставити да делимо:
3:2=1 остатак 1
Остатак ћемо записати са стране(1), а количник(1) наставити да делимо:
1:2=0 остатак 1
Затим ћемо записати све остатке супротним редом од оног којим смо их добијали(одоздо ка горе):
1101
И добили смо број 13 у бинарном систему, тј записаног само са две цифре.
Сваки број се претвара из декадног у бинарни систем бројева на исти начин, тј. дељењем и писањем остатака од крајњег ка почетном, с тим што крајњи количник мора бити нула, а самим тим и крајњи остатак 1.
Бројеви се могу записати и у другим позиционим системима бројева такође дељењем оним бројем који одговара броју цифара у том систему (бинарни има 2 цифре па се бројеви деле бројем 2) и записивањем остатака.